# The Maw
The Maw ist ein Action-Adventure, das von Twisted Pixel Games und Hothead Games entwickelt wurde. Es wurde 2009 von Microsoft Game Studios veröffentlicht.

## Handlung
Das Spiel beginnt mit Frank und Maw, einer lila einäugigen Kreatur, die beide von galaktischen Kopfgeldjägern gefangen genommen wurden. Aus unbekannten Gründen stürzt das Raumschiff auf einen unbekannten Planeten ab, wobei außer Frank und Maw alle an Bord getötet werden. Zusammen machen sie sich auf den Weg zu einem Funkturm und müssen auf dem Weg zum Turm verschiedenen Kopfgeldjägern entkommen, die sie erneut entführen wollen.

## Spielprinzip
The Maw ist in einem futuristischen fernen Universum angesiedelt. Im Spiel kontrolliert der Spieler die Figur Frank, die wiederum das Alien Maw über eine elektrische Leine lenkt. Maw hat die Fähigkeit, verschiedene Objekte und Gegner zu fressen und nimmt dadurch die Fähigkeiten, die diese besitzen, an. Der Spieler nutzt dann diese Fähigkeiten von Maw, um durch die Level zu navigieren und durch vorher unüberwindbare Levelabschnitte zu gelangen.

## Entwicklung
Twisted Pixel Games kündigte im Juni 2008 an, als Erstlingswerk The Maw zu veröffentlichen. Der Name ist eine Hommage an das letzte Level in der Singleplayer-Kampagne von Halo: Kampf um die Zukunft. Die Entwicklung für Microsoft Windows übernahm Hothead Games.
Twisted Pixel hat anfangs bekannt gegeben, dass drei Level als DLC veröffentlicht werden: Brute Force, River Redirect und Speeder Lane. Die neuen Level sind an verschiedenen Stellen in die Hauptstory eingebunden und erschienen im Jahr 2009.

## Rezeption
| Publikation | Bewertung | Quelle |
| ----------- | --------- | ------ |
| Metacritic  | 75        | [ 2 ]  |
| 4Players    | 80 %      | [ 3 ]  |
| PC Games    | 70 %      | [ 4 ]  |

“The Maw delivers that kind of wholesome, fuzzy charm that leaves you smiling and completely satisfied.”

„The Maw ist von jenem erbauenden, wohligen Charm, der Sie mit einem Lächeln und vollständiger Zufriedenheit zurücklässt.“

### Auszeichnungen
- Gewinner des 2008 PAX 10 Audience Choice Awards[6]
- Finalist Technical Excellence Independent Games Festival 2009[7]